# خوسيه ماريانو موسينو
خوسيه ماريانو موسينو (1757-1820) (بالإنجليزية: Jose Mariano Mocino)‏ هو عالم نبات من إسبانيا الجديدة (الجزء الأكبر منه الآن هو المكسيك).